# حامد العتيبي
حامد حسين العتيبي لاعب كرة قدم سعودي ، يلعب كلاعب وسط يلعب في نادي الأنصار. و هو شقيق اللاعب ذعار العتيبي.

## مسيرة اللاعب
وقع لصالح فئة الشباب في نادي الشباب في عام 2021 و بعدها لعب مع نادي الحزم ونادي الأنصار.